# Richard Puller de Hohenbourg
Richard Puller de Hohenbourg (1454 – Zurigo, 24 settembre 1482) è stato un nobile e cavaliere svizzero.

## Biografia
Richard Puller de Hohenbourg nacque nel 1454, figlio del nobile Konrad von Hohenbourg.
A partire dagli anni 70 del quindicesimo secolo, Puller cominciò ad avere problemi con la legge per le sue relazioni con degli uomini. Il primo caso fu quello del suo servo Ludwig Fischer, fatto arrestare da Wirich von Berstett per l'abbigliamento sfarzoso che non si addiceva alla condizione sociale di Fischer. Sotto tortura, il servo confessò di aver comprato gli abiti con il denaro estorto a Puller dopo averlo ricattato: il nobile infatti gli aveva fatto della advances e Fisher aveva reagito cominciando a ricattarlo. Puller fu arrestato e i suoi feudi confiscati e trasferiti all'arcivescovo di Strasburgo Roberto del Palatinato-Simmern, ma il nobile evitò il processo e fu rilasciato dopo poco tempo. In seguito Puller fu più attento a distruggere prove e testimoni delle sue relazioni omosessuali, facendo addirittura annegare un servo che lo aveva colto sul fatto (o così affermarono i suoi rivali politici, che dichiararono di aver trovato l'ordine scritto in un castello confiscato a Hohenbourg).
Nel 1474 Hohenbourg fu nuovamente accusato di sodomia, ma riuscì ad evitare gravi conseguenze grazie alle sue conoscenze. In particolare, Hohenbourg aizzò la nobiltà alsaziana contro il Sacro Romano Impero con delle lettere incriminanti vere o contraffatte. Nel 1476 Hohenbourg fu tuttavia condannato alla confisca del suoi beni in Alsazia, alla confessione dei suoi crimini e alla prigionia in un monastero. Hohenbourg dovette rinunciare alle sue proprietà alsaziani, ma fuggì per evitare di essere costretto alla vita monastica. Sempre nel 1476 si rivolse alla Vecchia Confederazione in cerca di aiuto per recuperare i possedimenti confiscati: la città di Bern rifiutò di assistirlo, ma le autorità di Zurigo accolsero la sua richiesta. La situazione però sollevò delle tensioni tra la città e Strasburgo, alleata della Confederazione. Nel 1482 la contesa degenerò quando un'altra relazione omosessuale di Hohenbourg fu scoperta, questa volta con il servo Anton Mätzler. Ancora una volta furono i regali stravaganti e l'abbigliamento troppo vistoso di un servo a tradire Hohenbourg.
Diebold Schilling il Vecchio riporta che Hohenbourg fu accusato di eresia, arrestato e imprigionato. Sotto tortura, Hohenbourg confessò di aver avuto relazione carnali con Mätzler e con altri uomini, una confessione che portò alla condanna al rogo. Il 24 settembre 1482 Hohenbourg e Mätzler furono condotti al rogo e, davanti a una grande folla, fu chiesto all'aristocratico di ripetere la sua confessione. Ma Hohenbourg rifiutò, affermando invece che le accuse fossero solo un'invenzione dell'autorità di Zurigo per screditarlo e confiscargli terreni e possedimenti. Con la sua esecuzione si estinse la casa dei von Hohenbourg.